# Стефан Кръстанов
Стефан Николов Кръстанов е български лекар, ортопед-травматолог, доцент.

## Биография и дейност
Роден е на 25 юли 1931 г. в Плевен, Царство България. Син на Никола Илиев Кръстанов – един от първите адвокати в гр. Плевен. Израснал във Варна, родният град на майка му, но се е преместил в Плевен.
Стефан Кръстанов завършва Медицинския университет в София, след което специализира ортопедия и травматология. Дълги години е завеждащ лекар в ортопедичната клиника в гр. Плевен, като активно участва и в изграждането на базата. През годините е осъществил множество сложни операции. През 80-те години на ХХ в. той прави първата в България операция, при която отрязана при злополука ръка на пациент е напълно възстановена с всичките ѝ двигателни функции. Бил е преподавател по ортопедия и травматология в Медицинския университет в Плевен. До 2010 г. успешно консултира пациенти.